# Sall László
Sall László (írói álneve: Lukács Zoltán; Nagyvárad, 1961. március 8. –) erdélyi magyar költő, író.

## Életútja
Szülővárosában, az Alexandru Moghioroş Elméleti Líceumban érettségizett (1980); rögtön utána a helybeli Előregyártott Elemek Építővállalatnál helyezkedett el, fizikai munkásként. Egy évtized múltán, 1990-ben családegyesítés címén Svédországba telepedett ki.
Első írásai 1979-ben iskolája diáklapjában, a Diákszóban jelentek meg, később helyi és magyarországi lapokban közölt. 1979 és 1988 között két ízben is a nagyváradi Ady Endre Irodalmi Kör vezetőségi tagja volt. Versei a Fáklya, az Ifjúmunkás, az Echinox hasábjain, az Ötödik évszak (Marosvásárhely, 1980), valamint az Alapművelet című (Bukarest, 1985) antológiákban jelentek meg; egy versét Seres Sándor román fordításában a nagyváradi Familia közölte. Lelkes szervezője volt a diákszínjátszásnak és az ifjúsági műkedvelő mozgalomnak. A Kortárs Színpad 71 színjátszókör keretében Őszi monológ címmel 1988-ban színpadi játékot állított össze Palocsay Zsigmond verseiből.
Svédországba távozása után sem szakadt meg kapcsolata a magyar művelődési élettel: alapító tagja a göteborgi Kőrösi Csoma Sándor Művelődési Körnek, filmkrónikái, riportjai folyamatosan jelennek meg a magyar sajtóban, többek között a Székely Útkeresőben (1990). Társszerkesztője az Ady Endre Kör történetét felelevenítő interjúkötetnek (Péntek esti szabadságunk. Gittai Istvánnal és Szűcs Lászlóval, Nagyvárad, 1997). Műfordításai jelennek meg a Várad című irodalmi folyóiratban.

## Irásaiból
- Lélegzetvétel (versek, Nagyvárad, 1988)
- …lem…(versek, Nagyvárad, 1989)
- Ellenfényben (1990)
- Péntek esti szabadságunk : a nagyváradi Ady Endre Irodalmi Kör húsz éve / Sall László és Molnár János interjúinak, valamint eredeti visszaemlékezések felhasználásával összeáll. és szerk. Gittai István és Szűcs László. Nagyvárad : Bihari Napló K., 1998. 222 p. ill.
- A gyermekkor vége (versek, Stockholm, 2003)
- Fordítás nélkül szárnyaszegett lenne a gondolat (2003)[1]
- Globál morál (2003)[1]
- Búcsú Mervel Ferenctől (2004)[1]
- Erőltetett napló (2004)[1]
- Bízza szennyesét József Attila mosógépre (2005)[1]
- Híres vagy, hogyha ezt akartad (tanulmányok József Attiláról, Budapest, 2005)
- Esszé lájt (2006)[1]
- ez szé(p) avagy 56 a svéd irodalomban (2006)[1]
- …vége. Folytatás (versek, Stockholm, 2008).
- Angyal-festés (Lipcsey Emőke Ördöghinta c. regényéről)[1]
- A hu.se.t  (2010)[2]
- A svédországi magyar irodalomról (2010)[3]
- hajnalok európában 2 (2011)[1]
- Egy váradi görög versek (2012)[1]
- átszállás (2013)[1]
- az élet (2013)[1]
- játssz (2014)[1]
- Versutánzó szavak; Holnap Kulturális Egyesület, Nagyvárad, 2016

## Fordításaiból
- Athena Farrokhzad: Fehérfehérré; ford. Sall László, Ullholm György Kamilla; Holnap Kulturális Egyesület, Nagyvárad, 2015. 70 p.